# Kuskowizna (województwo mazowieckie)
Kuskowizna – wieś sołecka w Polsce położona w województwie mazowieckim, w powiecie ostrowskim, w gminie Ostrów Mazowiecka. Obok miejscowości przepływa rzeczka Struga, dopływ Broku.
W latach 1925–1954 w granicach Ostrowi Mazowieckiej.
W latach 1975–1998 miejscowość administracyjnie należała do województwa ostrołęckiego.
Do 1 stycznia 2013 integralnymi częściami wsi były Kacpury i Sagaje, które stały się samodzielnymi miejscowościami.
Wierni Kościoła rzymskokatolickiego należą do parafii Chrystusa Dobrego Pasterza w Ostrowi Mazowieckiej.